# Jiri Hänninen
Jiri Hänninen (* 12. Mai 1998 in Pattijoelta) ist ein finnischer Volleyballnationalspieler.

## Karriere
Hänninen spielte bis 2014 bei Ralepa und dann eine Saison bei Napapiirin Palloketut. Von 2015 bis 2018 war er bei Etta Volley aktiv. In den nächsten drei Jahren spielte er für Kokkolan Tiikerit. In der Saison 2021/22 wurde der Außenangreifer mit Valepa Sastamala finnischer Meister. Danach wechselte er erstmals ins Ausland und trat in der Saison 2022/23 für den belgischen Erstligisten Decospan Volley Team Menen an. 2023 wurde Hänninen vom deutschen Bundesligisten Berlin Recycling Volleys verpflichtet.